# رفافا
رفافا (بالعبرية: רְבָבָה‏) مستوطنة إسرائيلية سكنية أقيمت عام 1991 على أراضي بلدات دير استيا وحارس شمال غرب محافظة سلفيت. تتبع إداريًا مجلس شمرون الإقليمي. أقيمت على مساحة 481 دونمًا عند بدأ تأسيسها، وتشهد المنطقة تجريفًا مستمرًا بين الحين والآخر. بلغ عدد سكانها حتى عام 2016 حوالي 2,181 مستوطن.

## التسمية
تعني كلمة «رفافا» في اللغة العبرية «عشرة آلاف»، تم اختيار الاسم على أساس أحد الآيات التواراتية في سفر (تكوين 60:24)، وخصصت لأفراد إفرايم الإسرائيلية والتي ذكرت في الآية التواراتية في سفر (تثنية 33: 17).

## التاريخ
تأسست رفافا في ربيع عام 1991، في موقع يبعد حوالي نصف ساعة شرق مستوطنة بتاح تكفا، بالقرب من مستوطنتي أرئيل وبركان، أسستها حركة غوش ايمونيم العنصرية، وأدعت أنها اشترت أرض المستوطنة عام 1980، ولكنه وفقًا لتقرير حركة «السلام الآن» الإسرائيلية، فإن هذه معظم أراضي المستوطنات «سرقت من العرب»، ولكن المحكمة الإسرائيلية رفضت التقرير، وأمرت بإصدار اعتذار ودفع تعويضات لصالح من أقام المستوطنة. خلال الأعوام 2011 - 2013، توسعت المستوطنة، وأنشئ فيها كنيس دائم، ومدارس ورياض أطفال، ومحال تجارية، ومطاعم، إضافة إلى عيادة صحية، وفريق بيسبول.

## الانتهاكات
إن مستوطنة «رفافا» كغيرها من المستوطنات الواقعة على أراضي محافظة سلفيت، تساهم في ابتلاع وسرقة الأراضي الزراعية، بالإضافة إلى كونها مصدر تلويث للبيئة الفلسطينية من خلال ضخ النفايات السائلة والمجاري في الأراضي الزراعية في المنطقة، حيث حولتها من مناطق خلابة إلى مكرهة صحية بفعل تلك المستوطنات في المنطقة، حيث يظهر هذا جلياً في قيامهم بإلقاء النفايات الصلبة ومياه الصرف الصحي دون معالجة في محمية وادي قانا ووديان القرى والبلدات المجاورة.
في 24 مايو 2020، قام مستوطنون إسرائيليون من مستوطنة رفافا القائمة فوق أراضي بلدة حارس شمال غرب محافظة سلفيت باقتلاع أكثر من 150–200 شجرة زيتون وسرقتها. بدأت هيئة مقاومة الجدار والاستيطان الفلسطينية أداء صلاة الجمعة في أراضي حارس المهددة بالمُصادرة منذ 29 مايو 2020.

## الجانب القانوني
يعتبر المجتمع الدولي المستوطنات الإسرائيلية في الضفة الغربية غير قانونية بموجب القانون الدولي، لكن الحكومة الإسرائيلية تعارض ذلك.